# Agelena atlantea
Agelena atlantea es una especie de araña del género Agelena, familia Agelenidae. Fue descrita científicamente por Fage en 1938.

## Distribución
Esta especie se encuentra en Marruecos.